# Nowe Krzewo (powiat białostocki)
Nowe Krzewo – wieś w Polsce położona w województwie podlaskim, w powiecie białostockim, w gminie Zawady.
W latach 1921–1939 wieś leżała w województwie białostockim, w powiecie łomżyńskim, w gminie Chlebiotki.
W latach 1975–1998 miejscowość należała administracyjnie do województwa łomżyńskiego.
Wierni kościoła rzymskokatolickiego należą do parafii Przemienienia Pańskiego w Zawadach Kościelnych.